# Dicrotendipes dubia
Dicrotendipes dubia är en tvåvingeart som först beskrevs av Cure 1973.  Dicrotendipes dubia ingår i släktet Dicrotendipes och familjen fjädermyggor.
Artens utbredningsområde är Rumänien. Inga underarter finns listade i Catalogue of Life.